# Fehring
Fehring este un orășel cu 7.167 loc. (în 2021), care ocupă suprafața de 87,08 km², el este situat în districtul Südoststeiermark, landul Steiermark din Austria.

## Date geografice
Orașul se află în centrul Thermenlandului (regiunii cu ape termale) din Steiermark care are 6 stațiuni balneare: Bad Radkersburg, Bad Gleichenberg, Loipersdorf, Bad Blumau, Bad Waltersdorf și Sebersdorf. De aici provine zicala Fehring, este forța care a creat ținutul termal. Localitățile care aparțin de regiunea orașului : Burgfeld, Höflach, Petersdorf I, Petzelsdorf, Schiefer și Fehring, însumează o populației de 3200 loc.Fehring este centrul cultural regiunii de pe valea Raabului, fiind un punct de intesecție între Thermenland și drumul vinului din Steiermarkul de est. Regiunea colinară este adecvată culturii de viță de vie, aici se țin festivități în august și septembrie, numite „Fehringer Weintage“ (Zilele vinului din Fehring). În oraș există o biserică care datează din anul 1723, clădită în stilul gotic târziu, ea este închinată lui Sf. Iosif.

## Etimologie
Denumirea de Fehring, provine probabil din limba slavă "borovnik(a)"  - "Föhrenhain".

## Istoric
Prima oară este localitatea este amintită în anul 1265, ea avea atunci 40 de gospodării, iar satul Petzelsdorf este amintit deja în 1220. In anul 1305 Fehring, devine parochie, iar în anul 1362 Rudolf den Stifter îi acordă dreptul de târg. Regiunea are o istorie zbuciumată, granița fiind de mai multe ori mutată. În anii 1571, 1605, 1621 și 1735,  localitatea este distrusă de incendii, iar între anii 1704-1711 localitatea este distrusă de atacurile kuruților din Ungaria. Orașul devine ținta bombardamentelor din al doilea război mondial. Calea ferată care traversează landul termal a fost construită în anul 1873.